# 愛德華·李 (廚師)
愛德華·李（韓語：에드워드 리，1972年7月2日—），韓文本名為李均（韓語：이균），出生於美國紐約布魯克林的韓裔美籍知名主廚，2024年参加全世界收視率第一名的韩国美食节目《黑白大厨：料理阶级大战》而更加在世界出名，於韩国和美國有開設多家餐廳。

## 生平
他11歲的時候受到祖母的啟蒙，因而開始學習烹飪技術，2001年的時候開始走入專業料理的行業，因為參加肯塔基德比賽馬會活動，因而開始喜歡路易維爾和美式南方料理，後來開始經營餐廳，其餐飲風格喜歡韓式料理混搭南方風味，因此有許多慕名而來的饕客登門，多次受邀上電視烹飪節目、廚師實境節目，2023年4月韓美同盟70週年的白宮紀念國宴，韓國總統尹錫悅邀請他擔任國宴主廚，今年又在Netflix的實境節目《黑白大廚》，以豐富的料理變化和多樣手法，還有其個人特殊的烹飪精神，成為最後勝出的第二名。

## 著作
- 《Bourbon Land》[9]
- 《Buttermilk Graffiti》
- 《Smoke & Pickles》

## 參與節目
- 2010年《Iron Chef America》
- 2014年《The Mind of a Chef》[10]
- 2021年《The Next Thing You Eat》
- 2024年《黑白大廚：料理階級大戰》
- 2024年《拜託了冰箱 since 2014》
- 2025年《愛德華李的鄉村廚師》